# Cambridge University Press
Cambridge University Press és l'editorial de la Universitat de Cambridge, considerada la més antiga del món encara activa (va ser fundada el 1534) i sense interrupcions. Les seves àrees d'especialització són el llibre universitari, els manuals d'aprenentatge de l'anglès, i diverses revistes de divulgació (més de dos-cents títols).
Les seves publicacions de vegades tenen adaptacions multilingües per adaptar-se a diferents mercats, tot i que el focus principal és la llengua anglesa. La seu central està a Cambridge, però té oficines regionals per àrees culturals que s'encarreguen de la distribució dels seus llibres i revistes (60 en total), donant feina a més de 1800 treballadors.